# Сан-Родриго (река)
Сан-Родриго (исп. Rio San Rodrigo) — река в мексиканском штате Коауила, приток Рио-Гранде. Длина реки — 130 км. Площадь водосборного бассейна — 2717 км².
Сан-Родриго впадает Рио-Гранде в Эль-Морале и примерно в 5 километрах к югу от Квемадо, штат Техас.
Сан-Родриго берёт начало в Сьерра-дель-Бурро, северной части Восточной Сьерра-Мадре и течет в основном на восток до впадения в Рио-Гранде. В 28 км от устья реки её русло перегорожено дамбой, образующей водохранилище Ла-Фрагуа. Плотина начала работу в 1991 году. Емкость водохранилища составляет 45 000 000 м³.

## История
В 1849 году группа семинолов мигрировала с индейской территории в Мексику, чтобы основать военную колонию. Во главе с Коакучи, известным вождем семинолов и Джоном Хорсом, вождем черных семинолов, группа состояла примерно из ста семинолов и ста черных семинолов. Около пятисот кикапу из Миссури присоединились к группе Коакучи на реке Рио-Гранде у Игл-Пасс. В июле 1850 года группа была допущена в Мексику. Коакучи, представляющему всю группу, было выделено примерно 28,000 га, в истоках рек Сан-Родриго и Сан-Антонио. Жители Ремолино, находившегося поблизости, были недовольны и пожаловались временному правительству в Коауиле, которое издало указ, в котором говорилось, что будут найдены другие земли, на которых можно было бы поселиться индейцам. Тем не менее, некоторые индейцы в конце концов поселились возле Ремолино.